# رون ميلر (القافز بالزانة)
رون ميلر هو القافز بالزانة كندي، ولد في 28 أغسطس 1929 في تورونتو في كندا، وتوفي في 18 أبريل 2010 في كولينجوود في كندا.

## وصلات خارجية
- رون ميلر على موقع أوليمبيديا (الإنجليزية)
- رون ميلر على موقع اللجنة الأولمبية الكندية (الإنجليزية)
- رون ميلر على موقع اتحاد ألعاب الكومنولث (مؤرشف) (الإنجليزية)